# Qt Creator
Qt Creator は、C++、JavaScript、Python、QMLなどのプログラム言語を対象とした統合開発環境(IDE)であり、クロスプラットフォームでの GUIアプリケーションの開発を効率化するソフトウェアである。Qt Creator単体でも提供されているが、Qt GUIアプリケーション開発フレームワークのSDKの一部としても提供されており、ホストOSのGUI関数呼び出しをカプセル化するQt APIを使用する。Qt Creator には、ビジュアルデバッガーとフォームデザイナー(Qt Designer, Qt Quick Designer) が含まれている。エディターには、構文の強調表示やオートコンプリートなどの機能がある。Qt CreatorはLinux環境においては GNU Compiler Collection のC++コンパイラを使用する。Windows環境では、デフォルトのインストールでMinGWまたはMSVCを使用でき、ソース コードからコンパイルするとMicrosoft Console Debuggerも使用できる。Clangもサポートされている。

## 歴史
最終的に Qt Creator となるものの開発は、2007年以前までにWorkbenchという移行名で開始され、後に Project Greenhouse という名前で開始された。Qt 4時代の後期にデビューし、2009年3月に Qt Creator バージョン 1.0 がリリースされ、その後 SDK 2009.3 で Qt 4.5 にバンドルされた。
これは、スタンドアロンのQt Designerアプリケーションがまだ開発者にとって最適なウィジェット レイアウト ツールであったときのことです。この段階では、作成者がレイアウト機能を持っていたという兆候はない。この点に関する記録はやや曖昧であるが (おそらく、所有者の変更またはQt Quickへの重点が原因)、Qt Designer の Qt Creator への統合は、少なくとも Qt 4.7 (2011年後半) の時期に初めて言及された。 Qt 5 の時代には、Qt Designer の機能は Qt Creator IDE の一部として含まれるようになった。

## プロジェクトファイル
Qt Creator には「qmake(.pro)」「CMake」などのプロジェクト形式を使用できるプロジェクトマネージャーが含まれている。プロジェクトファイルには、プロジェクトに含まれるファイル、カスタムビルド手順、アプリケーションを実行するための設定などの情報を含むことができる。
Qt Creator では「Qbs (Qt Build Suite)」「Autotools」といったビルドシステムも利用できるが、Qt社の公式メンテナンスは終了しておりオープンソースコミュニティによりメンテナンスが続けられている。
2024年時点でQt社が公式にサポートしているビルドシステムは「qmake」「CMake」の2種類である。

## エディタ
Qt Creator にはコード エディターが含まれており、Qt ウィジェットからグラフィカル ユーザー インターフェイス (GUI) を設計および構築するための Qt Designer および Qt Quick Designer が統合されている。
Qt Creator のコード エディターは、さまざまなプログラミング言語の構文の強調表示をサポートしている。それに加えて、コードエディターは C++ およびQML言語のコードを解析でき、その結果、コード補完、コンテキスト依存ヘルプ、セマンティックナビゲーションが提供される。
Qt Designer は、Qt ウィジェットからグラフィカル ユーザー インターフェイス (GUI) を設計および構築するためのツールとして提供されている。ウィジェットまたはダイアログを構成およびカスタマイズし、エディターで直接さまざまなスタイルと解像度を使用してテストすることができる。Qt Designer で作成されたウィジェットとフォームは、Qt のシグナルとスロット の仕組みを使用して、プログラムコードと統合される。
Qt Quick Designer は、宣言型プログラミング言語QMLを使用してアニメーションを開発するためのツールとして提供されている。

## ターゲット環境
Qt Creatorは、デスクトップ環境 (Windows、Linux、FreeBSD、 MacOS)、モバイル デバイス ( Android、BlackBerry、iOS、Maemo、MeeGo ) および組み込み Linux デバイス用のQtアプリケーションのビルドおよび実行をサポートする。ビルド設定により、ビルド ターゲット、異なる Qt バージョン、およびビルド構成を切り替えることができる。モバイル デバイス ターゲットの場合、Qt Creator はインストール パッケージを生成し、開発用コンピューターに接続されているモバイル デバイスにインストールして実行できる。

## 連携ツール
Qt Creator は、バージョン管理システムや Qt Simulator などの一連のツールと統合されている。
次のバージョン管理システムがサポートされている。
- Git
- Subversion
- Perforce
- Bazaar
- CVS
- Mercurial

Qt Simulator は、モバイル デバイス向けの Qt アプリケーションをデバイスと同様の環境でテストするためのツールとなっている。

## デバッグ機能
Qt Creator は、外部のネイティブ デバッガーを使用して C++ 言語をデバッグできる。 Qt Creator は、ネイティブ デバッガーによって提供される生の情報を簡略化して表示する。
サポートされているデバッガーは次のとおり。
- GNU Symbolic Debugger (GDB)
- Microsoft Console Debugger (CDB)
- Internal JavaScript debugger
- LLVM debugger (LLDB)